# NK Iskra Bugojno
Az NK Iskra Bugojno egy bosznia-hercegovinai labdarúgócsapat Bugojno városából. A klubot 1946-ban alapították, a Közép-európai kupát egyszer nyerte meg. A klub jelenleg a Bosznia-hercegovinai harmadosztályban szerepel.

## Története
A klubot 1946-ban alapították Bugojno városában, eleinte a jugoszláv liga alacsonyabb osztályaiban szerepelt. A klub történetének legnagyobb sikereit 1983 és 1985 között érte el; 1984-ben bajnok lett a jugoszláv másodosztályban, így az 1984–85-ös idényben a jugoszláv élvonalban szerepelhetett, valamint elindult az 1984–85-ös Közép-európai kupa küzdelmeiben. Az élvonalból ugyan az idény végén kiesett, azonban a Közép-európai kupát megnyerte, megelőzve az Atalanta, a Baník Ostrava és a Békéscsaba csapatát. A klub Jugoszlávia felbomlását követően a Bosznia-hercegovinai élvonal küzdelmeiben indulhatott el, amelynek 1994 és 2002 között két szezont kivéve tagja volt. A 2001–02-es idényben kiesett a csapat az élvonalból, azóta a másod- és harmadosztályú bajnokságokban szerepeltek.

## Sikerek
- Bosznia-hercegovinai másodosztályú labdarúgó-bajnokság
  - Bajnok: 1997–98
- Jugoszláv másodosztályú labdarúgó-bajnokság
  - Bajnok: 1983–84
- Közép-európai kupa
  - Győztes: 1984–85

## Nemzetközi kupákban való szereplések
| Kiírás             | M | Gy | D | V | RG/KG | G  |
| ------------------ | - | -- | - | - | ----- | -- |
| Közép-európai kupa | 6 | 3  | 2 | 1 | 9-3   | +6 |
| Összesen           | 6 | 3  | 2 | 1 | 9-3   | +6 |

## Híres játékosok
- Vlatko Marković
- Mehmed Alispahić
- Vlatko Glavaš
- Tomislav Piplica
- Ermin Zec
- Dražen Ladić